# Szedlacsek István (labdarúgó)
Szedlacsek István (1966. augusztus 26. –) labdarúgó, csatár.

## Pályafutása
A Dorogi Bányász saját nevelésű játékosaként 1985-ben mutatkozott be a felnőtt csapatban, a III. Kerületi TVE csapata elleni idegenbeli győztes mérkőzésen. Az utánpótlás években, majd a felnőtt csapatban is olyan játékostársakkal játszott együtt, mint Füle Antal, Belányi István, vagy Filip György. Játékának egyik fő erénye a hihetetlen gyorsasága volt, góljai zömében pedig igen emlékezetesek maradtak. Pályafutása remekül alakult, szinte minden évben nyert valamit akár bajnoki, akár kupa-szinten. Első komolyabb sikere, az 1987-1988-as NB III-as bajnoki második helyezése, amellyel az NB II-be jutottak. Ekkor már biztos pontja volt a dorogi csapatnak. A másodosztályban is jól és eredményesen szerepelt. Különösen 1991-ben, a Magyar Kupa negyeddöntőjében, a Vác elleni mérkőzéseken figyeltek fel rá. Az első találkozón az ő góljával vezetett a mérkőzés nagy részében a dorogi csapat. Az évadot követően bejelentkezett érte a váci csapat. Egy évig kölcsönjátékosként az NB II-es miskei csapatban játszott, ahová egykori dorogi edzője, Gabala Ferenc hívta. A csapatnak szintén volt egykori dorogi játékosa, Goldschmidt Gyula személyében. A Vácban 1992-ben kapott először lehetőséget bajnoki mérkőzésen, a hol a BVSC elleni győztes csapat tagja volt. Innentől számítva érte el pályafutása legjobb időszakát. A váciakkal három egymást követő emlékezetes évet tudhatott maga mögött. Előbb a második helyen végeztek, majd a következő évadban bajnoki címet szereztek, az ezt követő évben pedig Magyar Kupa-döntősök voltak. Szerepelt a váci csapat UEFA- és BL meccsein, ahol a Benfica elleni idegenbeli mérkőzésen emlékezetes gólt szerzett. A váci csapatban két egykori dorogi játékostársával, Füle Antallal és Orosz Ferenccel is együtt játszott. Rövid időre kölcsönben szerepelt a szintén NB I-es nagykanizsai csapatban. Összesen 49 NB I-es mérkőzésen lépett pályára. 1995-ben visszatért Dorogra, ahol nagy versenyfutásban voltak a bajnoki címért folytatott küzdelemben, de végül a negyedik helyen zártak. Az 1996-1997-es bajnoki évet még elkezdte Dorogon, sőt az első fordulóban pályára is lépett a Viscosa elleni idegenbeli győztes mérkőzésen, azonban az egyesület vezetőségével közös megegyezéssel idő előtt elhagyta a dorogi klubot.

## Sikerei, díjai

### Dorog
- Bajnoki ezüstérmes (NB III -1987-1988)
- Kétszeres bajnoki bronzérmes (NB III - 1985-1986, 1986-1987)
- Jubileumi kupa-győztes (1989)
- Pünkösd Kupa-győztes (Németország, 1991)
- Magyar Kupa Megyei kupa-győztes (1996)

### Vác
- Magyar bajnokság
  - bajnok: 1993–94
  - 2.: 1992–93
- Magyar kupa
  - döntős: 1995
- Pro Urbe-díj, 1994

## A legemlékezetesebb gól
1989. november 20-án, hazai pályán a Nagykanizsa elleni mérkőzésen a dorogi klub történetének talán legnagyobb gólját szerezte. A dorogi védők éppen megakasztottak egy vendég támadást, majd Szedlacseket indították a bal oldalon, aki miután átvette a labdát, a bal oldali oldalvonal és a felező vonal kereszteződésénél, de még saját térfélről meglőtte a labdát, amely, mintha zsinóron húzták volna, a vendégek kapujának hosszú felső sarkában kötött ki. A mérkőzést a dorogiak nyerték 4-1-re. Ez a nem mindennapi gól volt a második a sorban.

## Érdekességek
- Az ESMTK elleni tavaszi nyitó fordulóban, 1988 tavaszán történt egy meghökkentő eset, amikor egy kecsegtető támadást követően csapattársa, Sulija Ottó lőtt kapura, amely az erzsébeti kapusról kipattanva éppen az öt és feles vonalán álló Szedlacsek elé került. A csatár elemi erővel bombázott kapura, ám a labda a bal oldali kapufán csattanva visszavágódott és úgy találta telibe Szedlacsek arcát, hogy letaglózta a játékost, akit az esetet követően ápolni kellett.
- 1989-ben egy rendkívüli gólt szerzett a Szekszárd elleni bajnoki mérkőzésen. Egy bal oldali hosszú szöktetésre sprintelt, amelyet szinte az alapvonal és a 16-os bal oldali vonalának találkozásáról a rövid alsó sarokba bombázta.